# Bruška
Bruška falu Horvátországban Zára megyében. Közigazgatásilag Benkovachoz tartozik.

## Fekvése
Zárától légvonalban 42, közúton 53 km-re keletre, községközpontjától 15 km-re északkeletre, Dalmácia északi részén, a Bukovica tájegységen, a Kunovac-hegy alatt fekszik. Településrészei: Gornje és Donje Bruške Marinović, Zrilić és Čačić.

## Története
Rodaljicétől északnyugatra, a Kunovac, Popina, Čekić, Žedna Greda és Visibaba nevű hegyek között, a mai Bruška helyén állt az ókorban az illír "Brusia" település, melyről a falu a nevét kapta. A kora középkorban az ősi horvát Poletčić nemzetség birtokolta ezt a területet. A falu első írásos említése 1404-ben történt. Itt található Samograd várának romja, melyet kötőanyag nélküli nagy kövekből építettek. A környékbeli településekkel együtt 1527-ben elfoglalta a török és csak a 17. század végén szabadult fel uralma alól. A kandiai háború kezdetén lakossága a velenceiek által ellenőrzött Poličnikre menekült, de utódaik később visszatértek őseik földjére. 1639-ben Bruškán gyűltek össze tárgyalásokra a török, a velencei és a kotari felkelők küldöttei, hogy a török seregek Dalmáciából történő kivonulásáról tárgyaljanak. A település a török kiűzése után 1797-ig a Velencei Köztársaság része volt. Miután a francia seregek felszámolták a Velencei Köztársaságot a campo formiói béke értelmében osztrák csapatok szállták meg. 1806-ban a pozsonyi béke alapján az Első Francia Császárság Illír Tartományának része lett. 1815-ben a bécsi kongresszus újra Ausztriának adta, amely a Dalmát Királyság részeként Zárából igazgatta 1918-ig. A településnek 1857-ben 267, 1910-ben 484 lakosa volt. Az első világháború után előbb a Szerb-Horvát-Szlovén Királyság, majd Jugoszlávia része lett. A második világháború idején 1941-ben a szomszédos településekkel együtt Olaszország fennhatósága alá került. Az 1943. szeptemberi olasz kapituláció és rövid német megszállás után újra Jugoszlávia része lett. 1991-ben lakosságának 90 százaléka horvát, 10 százaléka szerb nemzetiségű volt. 1991 szeptemberében a település szerb igazgatás alá került és a Krajinai Szerb Köztársaság része lett. Templomát a szerbek börtönként használták. Horvát lakossága elmenekült. 1995 augusztusában a Vihar hadművelet során foglalta vissza a horvát hadsereg. Szerb lakossága elmenekült. A falunak 2011-ben 113 lakosa volt, akik főként mezőgazdasággal és állattartással foglalkoztak.

## Lakosság
| Lakosság változása | Lakosság változása | Lakosság változása | Lakosság változása | Lakosság változása | Lakosság változása | Lakosság változása | Lakosság változása | Lakosság változása | Lakosság változása | Lakosság változása | Lakosság változása | Lakosság változása | Lakosság változása | Lakosság változása | Lakosság változása |
| ------------------ | ------------------ | ------------------ | ------------------ | ------------------ | ------------------ | ------------------ | ------------------ | ------------------ | ------------------ | ------------------ | ------------------ | ------------------ | ------------------ | ------------------ | ------------------ |
| 1857               | 1869               | 1880               | 1890               | 1900               | 1910               | 1921               | 1931               | 1948               | 1953               | 1961               | 1971               | 1981               | 1991               | 2001               | 2011               |
| 267                | 299                | 316                | 369                | 385                | 484                | 389                | 533                | 437                | 497                | 513                | 476                | 412                | 373                | 167                | 113                |

## Nevezetességei
- Szűz Mária Istenanyaságának tiszteletére szentelt római katolikus temploma 1963-ban épült, Mate Garković akkori zárai érsek szentelte fel. Ez egy családi házból átalakított épület volt, melyhez harangtornyot építettek. A délszláv háború idején a szerb felkelők börtönként használták. A súlyos károkat szenvedett épületet 1996-ban teljesen újjáépítették. A templomnak kőből épített szembemiséző oltára van kő keresztelőmedencével, sekrestyével, harangtornyában két haranggal. Az újjáépítés után Szent Miklós új, fából faragott szobrát helyezték el benne. A plébánia védőszentjei Szent Miklós és Szent János evangélista.
- A településen egy kis Szent Miklós kápolna is áll.
- A falu közelében szélerőműveket telepítettek.